# Bay City (Texas)
Bay City es una ciudad ubicada en el condado de Matagorda en el estado estadounidense de Texas. En el Censo de 2010 tenía una población de 17 614 habitantes y una densidad poblacional de 763,88 personas por km².

## Geografía
Bay City se encuentra ubicada en las coordenadas 28°58′54″N 95°57′44″O / 28.98167, -95.96222. Según la Oficina del Censo de los Estados Unidos, Bay City tiene una superficie total de 23.06 km², de la cual 22.98 km² corresponden a tierra firme y (0.34 %) 0.08 km² es agua.

## Demografía
Según el censo de 2010, había 17 614 personas residiendo en Bay City. La densidad de población era de 763,88 hab./km². De los 17 614 habitantes, Bay City estaba compuesto por el 64.69 % blancos, el 16 % eran afroamericanos, el 0.69 % eran amerindios, el 0.82 % eran asiáticos, el 0.03 % eran isleños del Pacífico, el 15.31 % eran de otras razas y el 2.46 % pertenecían a dos o más razas. Del total de la población el 43.37 % eran hispanos o latinos de cualquier raza.